# Lucinidae
Lucinidae zijn een familie van tweekleppigen uit de orde Lucinida.

## Geslachten
- Afrolucina Cosel, 2006
- Afrophysema Taylor & Glover, 2005
- Alucinoma Habe, 1958
- Barbierella Chavan, 1938
- Bathycorbis Iredale, 1930
- Bourdotia Dall, 1901
- Bythosphaera Taylor & Glover, 2005
- Callucina Dall, 1901
- Cavilucina Fischer, 1887
- Clathrolucina Taylor & Glover, 2013
- Dilora Marwick, 1929 †
- Divalucina Iredale, 1936
- Elliptiolucina Cosel & Bouchet, 2008
- Eophysema Stewart, 1930 †
- Epidulcina Cosel & Bouchet, 2008
- Falsolucinoma Cosel, 1989
- Ferrocina Glover & Taylor, 2007
- Gibbolucina Cossmann, 1904 †
- Gonimyrtea Marwick, 1929
- Graecina Cosel, 2006
- Here Gabb, 1866
- Joellina Cosel, 2006
- Jorgenia Taylor & Glover, 2009
- Keletistes Oliver, 1986
- Lamellolucina Taylor & Glover, 2002
- Lamylucina Cosel, 2006
- Liralucina Glover & Taylor, 2007
- Meganodontia Bouchet & Cosel, 2004
- Megaxinus Brugnone, 1880
- Mesolinga Chavan, 1951
- Miltha H. Adams & A. Adams, 1857
- Milthona Marwick, 1931 †
- Minilucina Cosel & Bouchet, 2008
- Myrteopsis Sacco, 1901
- Myrtina Glover & Taylor, 2007
- Neophysema Taylor & Glover, 2005
- Nevenulora Iredale, 1930
- Parvidontia Glover & Taylor, 2007
- Pleurolucina Dall, 1901
- Plicolucina Glover, Taylor & Slack-Smith, 2003
- Pompholigina Dall, 1901
- Poumea Glover & Taylor, 2007
- Prophetilora Iredale, 1930
- Pseudomiltha P. Fischer, 1887 †
- Pteromyrtea Finlay, 1926
- Rostrilucina Cosel & Bouchet, 2008
- Saxolucina Stewart, 1930 †
- Scabrilucina Taylor & Glover, 2013
- Semelilucina Cosel & Bouchet, 2008
- Solelucina Glover & Taylor, 2007
- Taylorina Cosel & Bouchet, 2008
- Tellidorella Berry, 1963
- Tinalucina Cosel, 2006

- Codakiinae Iredale, 1937
  -  Codakia Scopoli, 1777
  -  Ctena Mörch, 1861
  -  Epicodakia Iredale, 1930
  -  Epilucina Dall, 1901
  -  Lucinoma Dall, 1901
- Fimbriinae Nicol, 1950
  - Fimbria Megerle von Mühlfeld, 1811
- Leucosphaerinae J. D. Taylor & Glover, 2011
  - Anodontia Link, 1807
  - Dulcina Cosel & Bouchet, 2008
  - Leucosphaera J. D. Taylor & Glover, 2005
  - Pseudolucinisca Chavan, 1959
- Lucininae J. Fleming, 1828
  - Austriella Tenison-Woods, 1881
  - Bathyaustriella Glover, J. D. Taylor & Rowden, 2004
  - Bretskya Glover & J. D. Taylor, 2007
  - Cardiolucina Sacco, 1901
  - Cavilinga Chavan, 1937
  - Chavania Glover & J. D. Taylor, 2001
  - Discolucina Glover & J. D. Taylor, 2007
  - Divalinga Chavan, 1951
  - Divaricella Martens, 1880
  - Funafutia Glover & J. D. Taylor, 2001
  - Indoaustriella Glover, J. D. Taylor & S. T. Williams, 2008
  - Lepidolucina Glover & J. D. Taylor, 2007
  - Loripes Poli, 1791
  - Lucina Bruguière, 1797
  - Lucinella Monterosato, 1884
  - Lucinisca Dall, 1901
  - Parvilucina Dall, 1901
  - Phacoides Gray, 1847
  - Pillucina Pilsbry, 1921
  - Radiolucina Britton, 1972
  - Rasta J. D. Taylor & Glover, 2000
  - Stewartia Olsson & Harbison, 1953
  - Troendleina Cosel & Bouchet, 2008
  - Wallucina Iredale, 1930
- Milthinae Chavan, 1969
  - Eomiltha Cossmann, 1912
- Monitilorinae J. D. Taylor & Glover, 2011
  - Monitilora Iredale, 1930
- Myrteinae Chavan, 1969
  - Gloverina Cosel & Bouchet, 2008
  - Myrtea Turton, 1822
  - Notomyrtea Iredale, 1924
- Pegophyseminae J. D. Taylor & Glover, 2011
  - Cavatidens Iredale, 1930
  - Cryptophysema J. D. Taylor & Glover, 2005
  - Euanodontia J. D. Taylor & Glover, 2005
  - Loripinus Monterosato, 1884
  - Pegophysema Stewart, 1930